# THeMIS
THeMIS (Tracked Hybrid Modular Infantry System, гусеничная гибридная модульная пехотная система) — беспилотное наземное транспортное средство, разработанное эстонской компанией Milrem Robotics. Предназначено для обеспечения поддержки войск, служа транспортной платформой, дистанционным боевым модулем, блоком обнаружения и утилизации СВУ и т. д.
Открытая архитектура робота дает ему возможность выполнять множество задач:
- THeMIS Transport — поддержка материально-технического обеспечения базы и обеспечения поставки последней мили для боевых подразделений на передовой. Он поддерживает пехотные подразделения, уменьшая их физическую и когнитивную нагрузку, увеличивая дистанцию противостояния, защиту сил и живучесть.
- THeMIS Combat обеспечивают прямую огневую поддержку маневровым силам. Благодаря интегрированной самостабилизирующейся дистанционно управляемой системе оружия они обеспечивают высокую точность на больших участках днем и ночью, увеличивая дистанцию противостояния, защиту сил и живучесть. Боевые БНТС могут быть оснащены легкими или крупнокалиберными пулеметами, 40-мм гранатометами, 30-мм автоматическими пушками и противотанковыми ракетными системами.
- THeMIS ISR имеют расширенные возможности сбора развед. данных с использованием нескольких датчиков. Их главная цель — повысить осведомленность о ситуации, улучшение разведки, наблюдение и разведку на широких территориях, а также способность оценить боевые потери. Система может эффективно повысить работу пехотных подразделений, пограничников и правоохранительных органов по сбору и обработке необработанной информации и сокращению времени реакции командиров.[1][2]

THeMIS способен стрелять обычными пулеметными или ракетными боеприпасами

## Боевое применение
В 2019 году Силы обороны Эстонии впервые развернули THeMIS(Transport ) в зоне боевых действий в Мали в рамках контртеррористической операции «Бархан» под руководством Франции.

## Операторы
- Австралия
- Эстония
- Финляндия
- Франция
- Германия
- Нидерланды
- Норвегия
- Великобритания
- США[7][8]
- Украина[9]

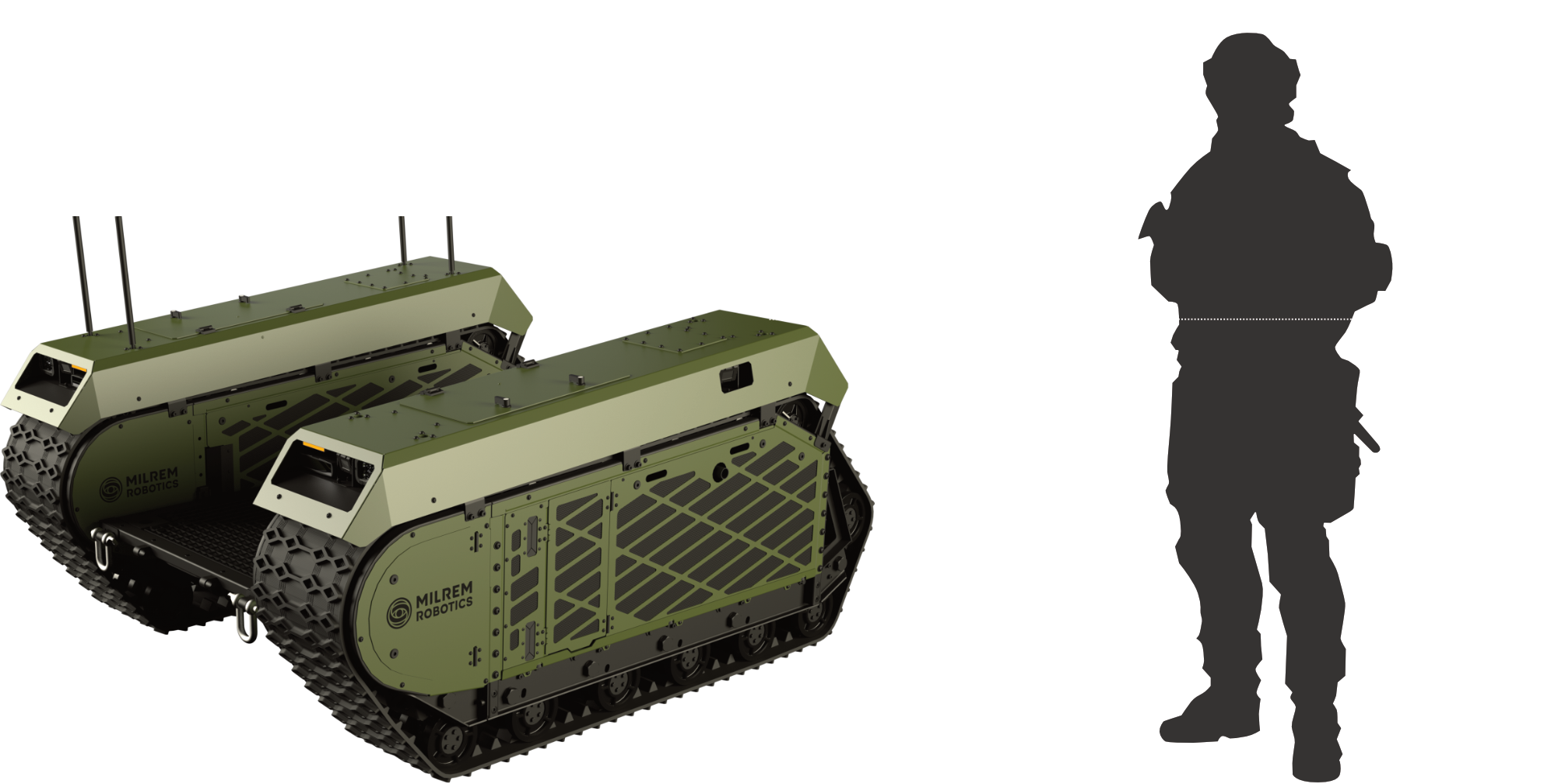
Сравнительный размер Themis

29 сентября 2020 года Эстония и Нидерланды официально объявили о совместном приобретении 7 THeMIS. Армии обеих стран предварительно провели испытание системы.